# Berchtesgadener Hochthron
De Berchtesgadener Hochthron is een berg in het Berchtesgadener Land in de deelstaat Beieren, Duitsland. De berg heeft een hoogte van 1972 meter.
De Berchtesgadener Hochthron is de hoogste berg van het Untersbergmassief, dat weer deel uitmaakt van de Berchtesgadener Alpen.